# Surcot
Un surcot est un vêtement mixte porté par-dessus la cotte, en Europe de l'Ouest, du XIIIe au XVIe siècle, au Moyen Âge.

## Histoire

### Vêtement masculin
À partir du XIIe siècle environ, les chevaliers portaient par-dessus leur armure de longs et amples surcots, souvent ornés de leurs armes personnelles. Ils s'étendaient généralement jusqu'à mi-mollet, comportaient des fentes à l'avant et à l'arrière, ce qui permettait au porteur de chevaucher confortablement, et pouvaient avoir des manches. La pratique du port de surplis blancs a sans doute été adoptée pendant les Croisades, leur principal objectif étant de refléter le soleil, qui surchauffait l'armure (et le soldat à l'intérieur), tandis que par mauvais temps, ils permettaient d'éloigner la pluie et la boue de la bataille des maillons de la cotte de mailles, qui craignait la corrosion. Le surcot arborait la devise du chevalier, origine du terme "armoiries", l'identifiant ainsi, ce qui, combiné à l'utilisation accrue du grand casque (à la fin du XIIe siècle, début du XIIIe siècle), devenant un moyen essentiel de reconnaissance et expliquant la diffusion de l'héraldique dans l'Europe médiévale. Au début du XIVe siècle, l'avant du surcot du chevalier a été raccourci de manière à être plus long à l'arrière et d'arriver au genou à l'avant, ce qui lui permettait une plus grande liberté de mouvement et éliminait le risque que les éperons d'un cavalier se prennent dans le vêtement. Au milieu du XIVe siècle, il fut remplacé par le « jupon » (ou « gipon »), un vêtement beaucoup plus court, souvent rembourré pour une protection supplémentaire.
Au XVe siècle, lorsque les armures de plates sont devenues courantes, le surcot fut progressivement abandonné. Cette période de l'histoire du développement des armures, au cours de laquelle les surcots sont devenus de plus en plus rares, est appelée la « période sans surplis » (1420-1485). 

Le surcot masculin
Archives de Scott Foresman (en)
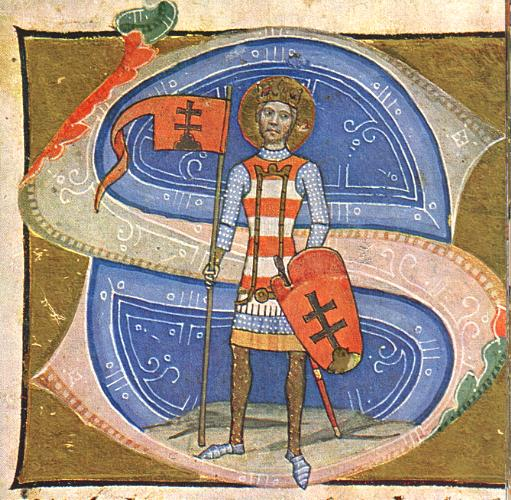
Étienne Ier de Hongrie
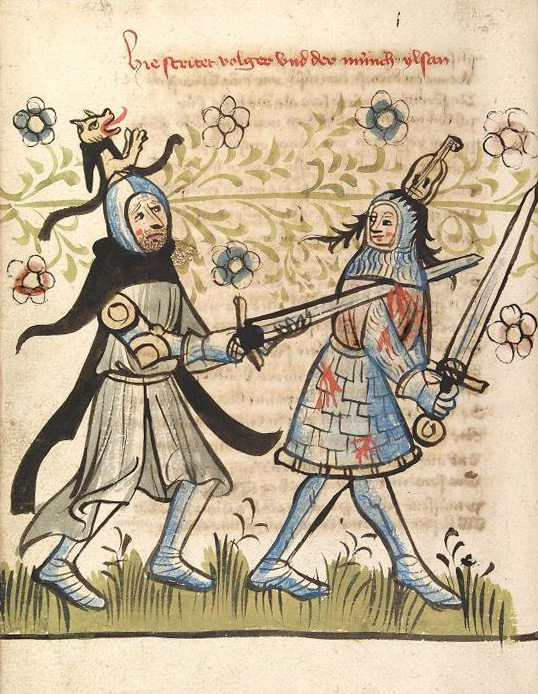
Duel entre Volker le ménestrel et Islan le moine, CPG 359 (en)
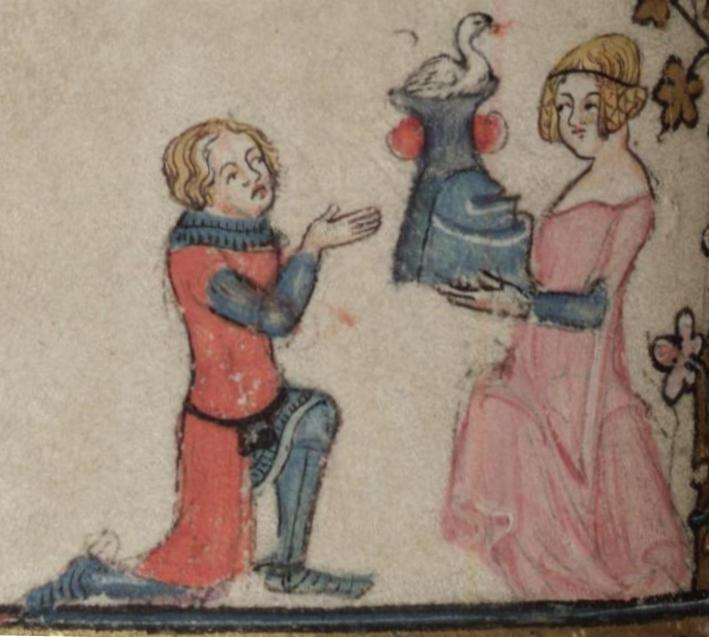
Un chevalier agenouillé (à gauche), portant par-dessus son armure un surcot rouge sans manches, reçoit un heaume cimé d'un cygne d'une dame debout, vêtue d'une robe rose. Détail d'une enluminure tirée d'un manuscrit du Roman d'Alexandre.
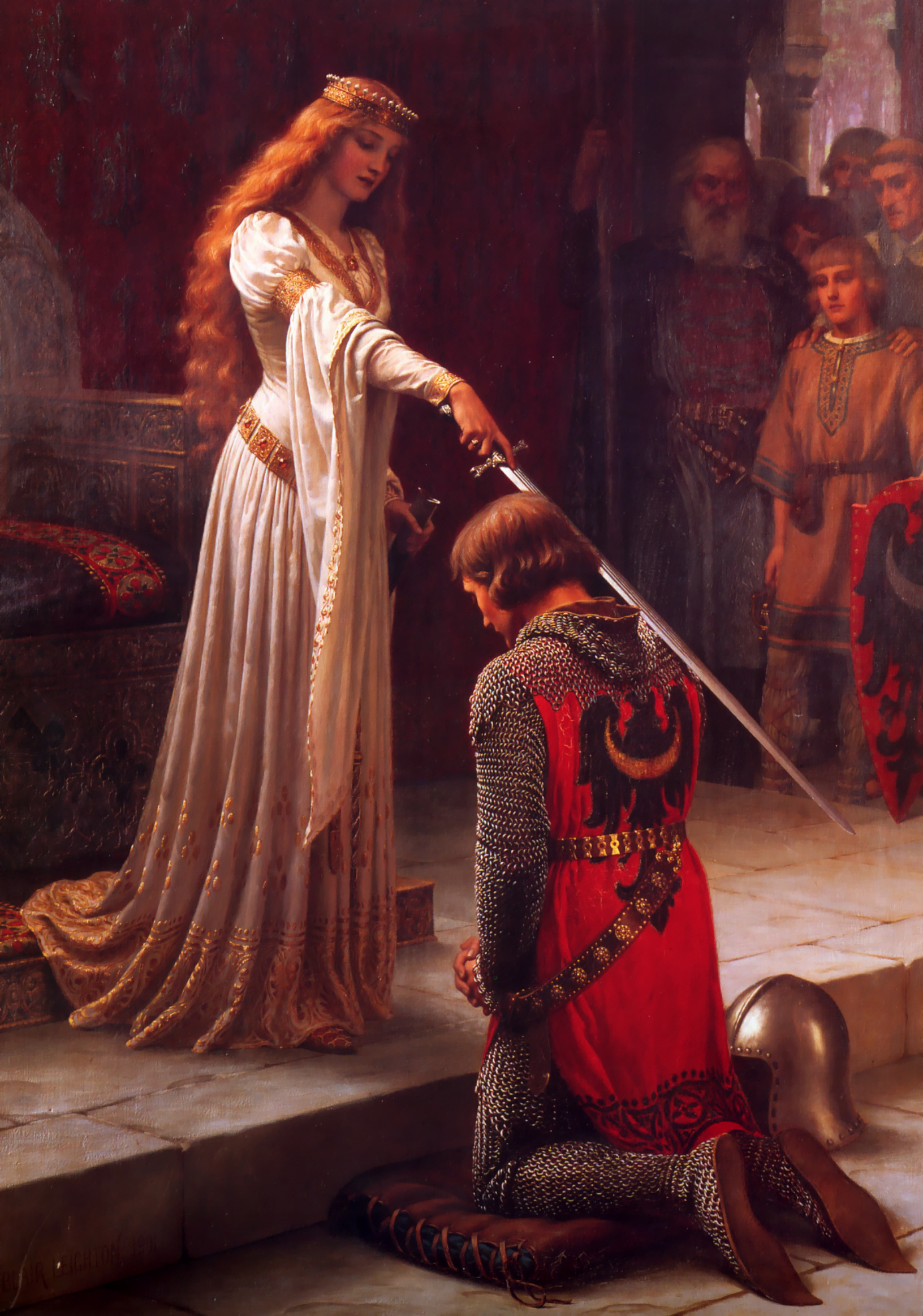
L'Adoubement, d'Edmund Leighton

### Vêtement féminin
Les femmes ont commencé à porter des surplis au XIIIe siècle, avec ou sans manches. Un style particulier, connu sous le nom de surcot sans manches, s'est développé comme une mode au XIVe siècle. Il s'agit d'un vêtement sans manches, long, doté d'emmanchures exagérées et qui étaient ouvertes de l'épaule à la hanche, révélant la robe en dessous. L'étroite bande couvrant le torse, appelée plackard, ne faisait généralement pas plus de 30 cm. Ce style a suscité des critiques de la part de certains moralistes, qui pensaient que ce vêtement attirait de manière inappropriée l'attention sur le corps féminin. Malgré cela, les surplis sans revers ont continué à être portés comme tenue de cérémonie pendant une bonne partie du XVe siècle, bien après qu'ils ont cessé d'être à la mode. 

Le surcot féminin : « corsets fendus » et « fenêtres d'enfer »
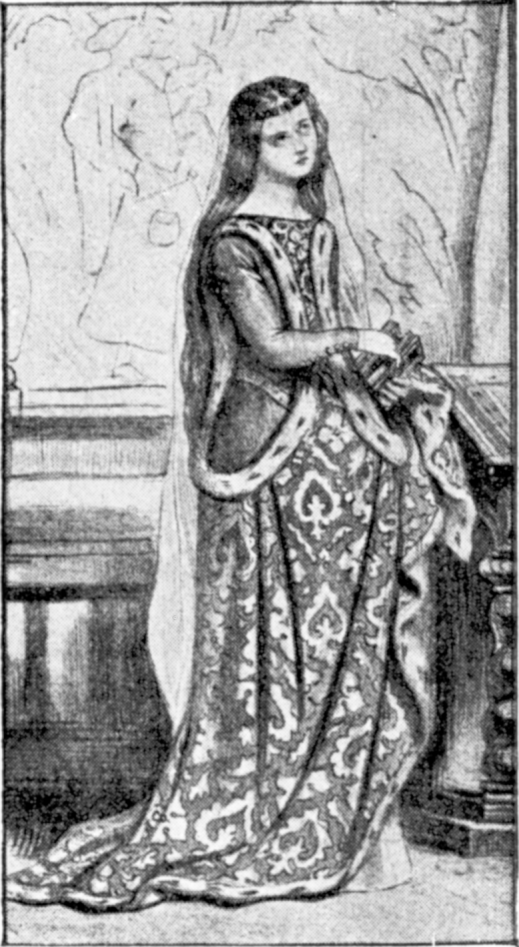
" XIe siècle. La cotte de dessous accuse les formes gracieuses du buste, grâce au « surcot » largement ouvert sur les côtés." Le Corset de toilette au point de vue esthétique et physiologique. Paris: Librairie Médicale et Scientifique.
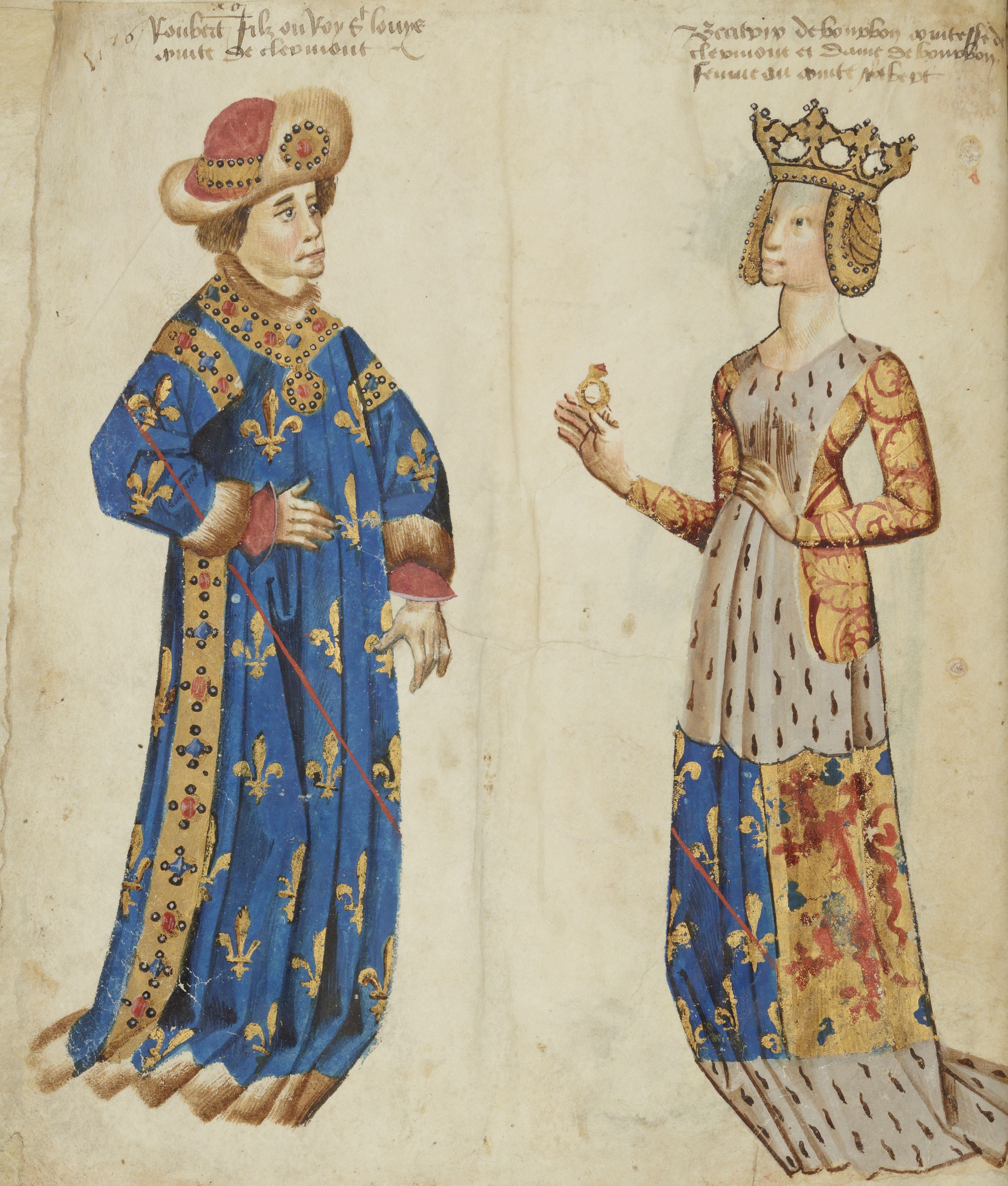
Robert de Clermont et Béatrice de Bourgogne, Armorial d'armes pour Gaignières
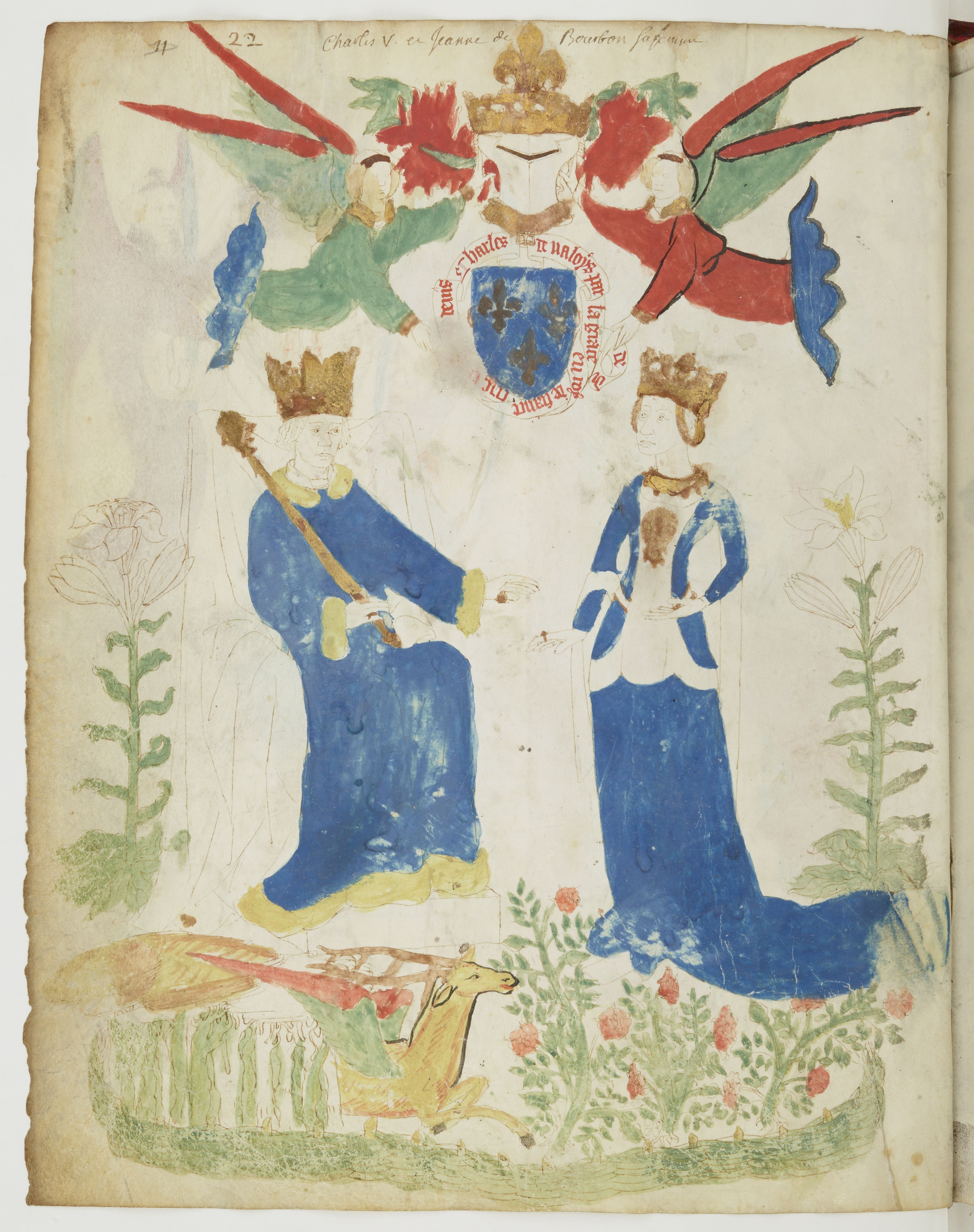
« Registre d'armes » ou Armorial d'Auvergne, dédié par le hérault Guillaume Revel au roi Charles VII.
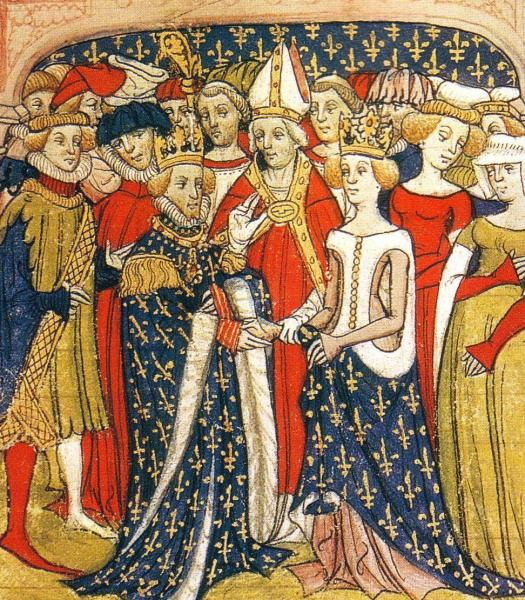
Mariage de Marie de Brabant et du roi Philippe III de France. Manuscrit des Chroniques de France ou de Saint Denis
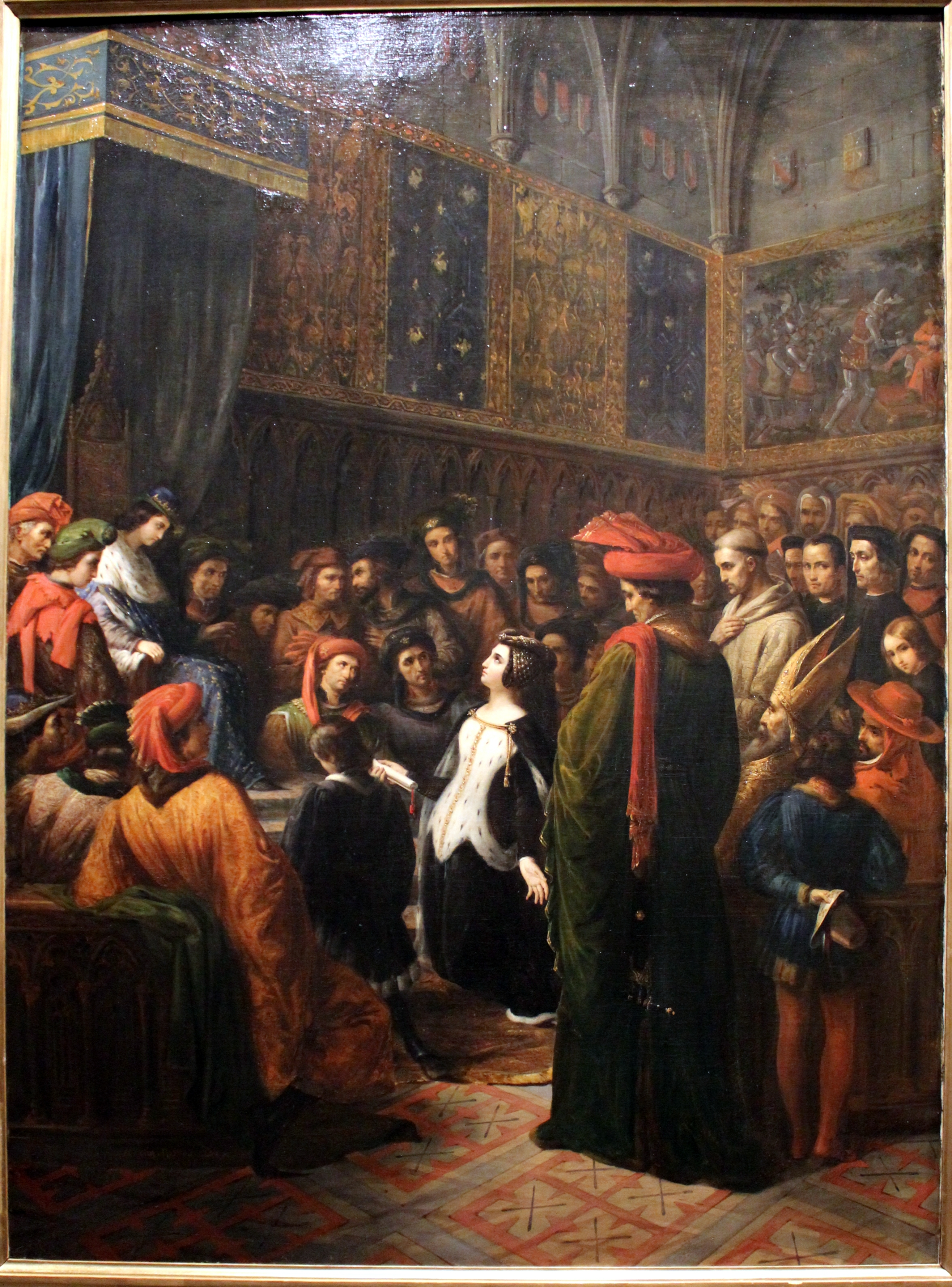
Valentine de Milan implore la justice du roi Charles VI pour l'assassinat du duc d'Orléans, Alexandre Colin.